# Eumenes impunctatus
Eumenes impunctatus är en stekelart som beskrevs av Prov. 1888. Eumenes impunctatus ingår i släktet krukmakargetingar, och familjen Eumenidae. Inga underarter finns listade i Catalogue of Life.